# Žepa

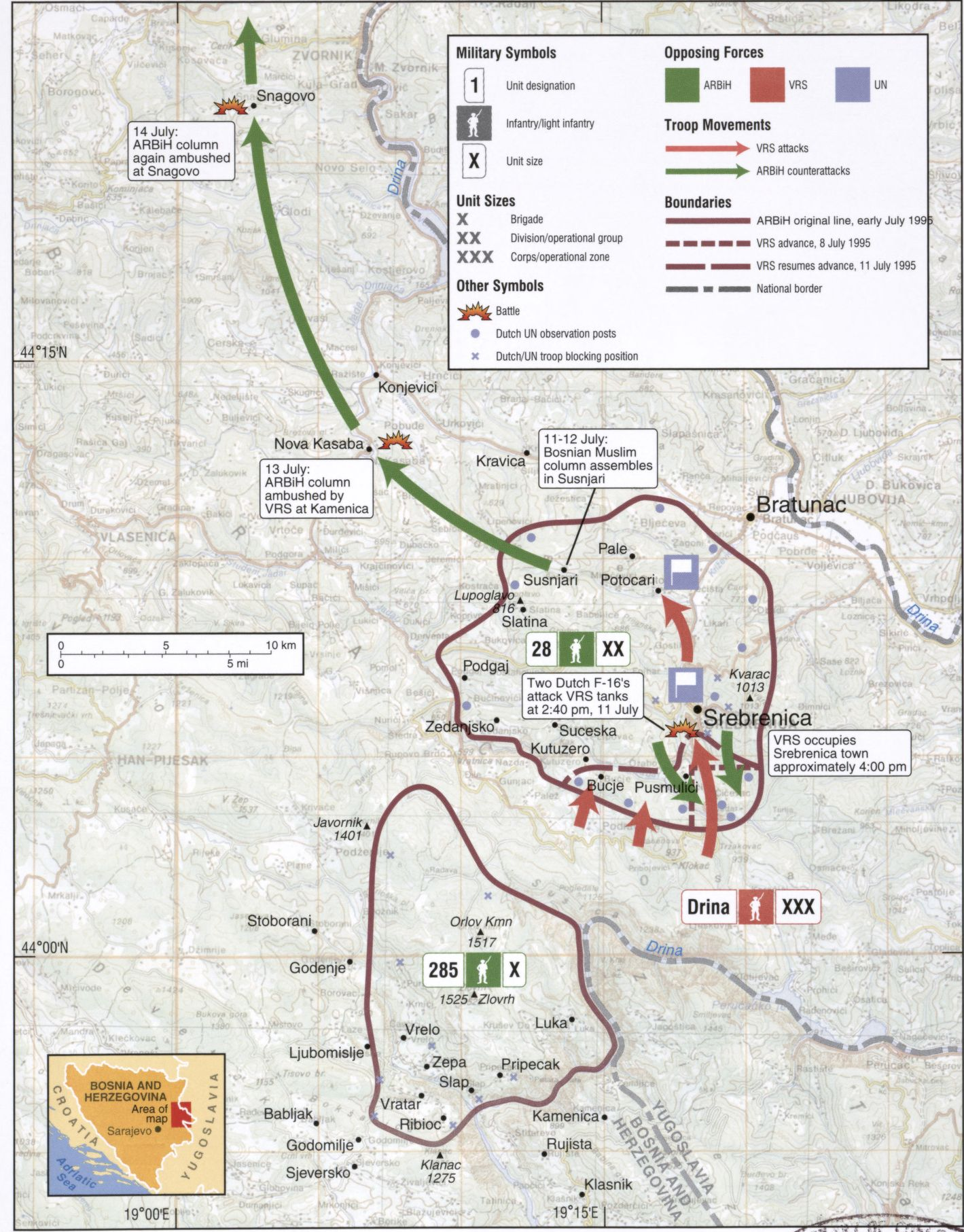
Žepa a Srebrenica červenec 1995

Žepa je město na východě Republiky Srbské v Bosně a Hercegovině v autonomní entitě Rogatica. Leží na severovýchodě této autonomní oblasti jižně od Srebrenice a severně od Višegradu. Městem protéká malá stejnojmenná říčka, která se nedaleko vlévá do řeky Driny.
V roce 1991 tvořili většinu z 2441 obyvatel města Bosenští muslimové. Během války v Bosně a Hercegovině byla většina Bosňáků vyhnána. Ačkoliv byla v roce 1993 prohlášena OSN za „bezpečnou oblast“. Byla v červenci 1995 obsazena Vojskem Republiky srbské a následně etnicky vyčištěna od Bosňáku.[zdroj?]